# Choral-Synagoge Vilnius

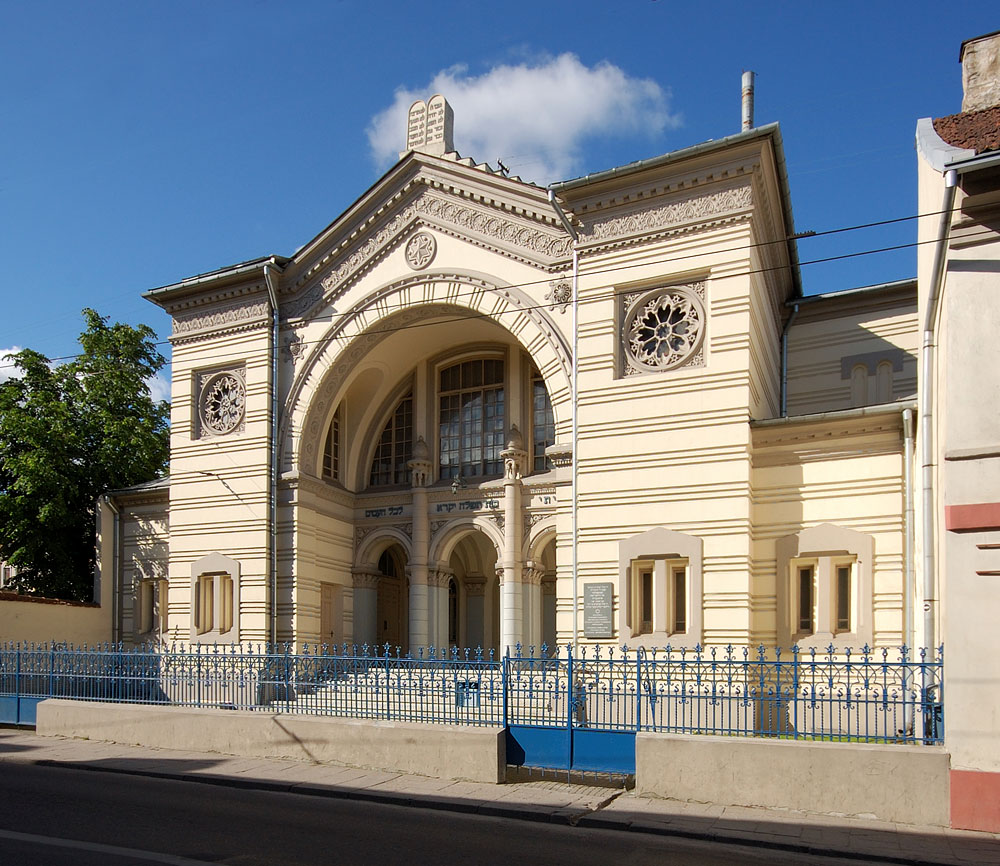
Choral-Synagoge

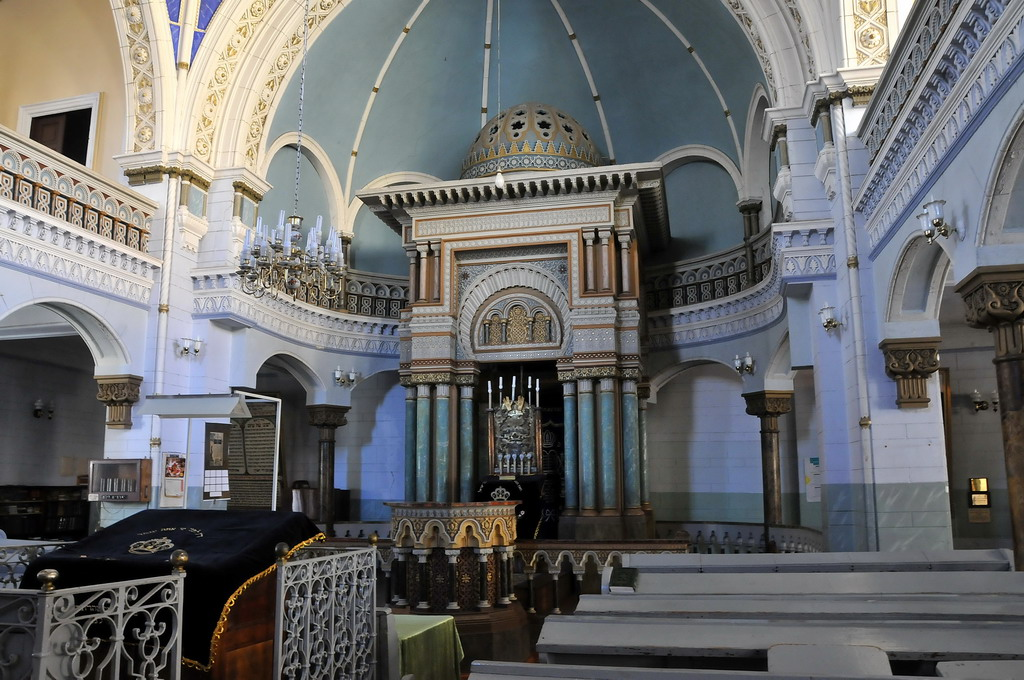
Innenansicht

Die Choral-Synagoge (auch Tohorat Hakodesch Synagoge) in Vilnius wurde nach Plänen des Architekten Dawid Rozenhaus im Jahre 1903 fertiggestellt. Sie wurde als Emporenbasilika in einer Mischung aus romanischen und maurischen Formelementen erbaut. Es ist heute der einzig noch existierende jüdische Sakralraum in der Stadt Vilnius.